# Partito Nazionale Libertario
Il Partito Nazionale Libertario (PNL) è un partito politico cileno di destra radicale populista, fondato nel 2024 da Johannes Kaiser insieme ad altri cinque deputati, e attualmente riconosciuto legalmente dal Servizio elettorale del Cile.

## Storia
Il Partito Nazionale Libertario si è formato attorno alla figura del politico Johannes Kaiser e al malcontento di altri membri dissidenti del Partito Repubblicano del Cile. Secondo alcuni analisti politici, il malcontento dei membri più «puri» è legato alla posizione del partito sul sostegno alla proposta di nuova Costituzione del 2023.
Inoltre, la crescita di popolarità di Kaiser e la creazione del partito sono collegate a un fenomeno globale di ascesa di figure di estrema destra come Javier Milei o Donald Trump.
Il partito è stato legalmente fondato il 12 luglio 2024, e attualmente dispone di cinque seggi alla Camera dei deputati. Sebbene inizialmente fosse previsto che Johannes Kaiser partecipasse alle primarie di Chile Vamos per le elezioni presidenziali del 2025, tale possibilità è stata esclusa dopo l’approvazione della riforma delle pensioni da parte della coalizione. Tuttavia, Kaiser ha dichiarato di essere disponibile a una primaria con candidati del Partito Sociale Cristiano e del Partito Repubblicano. Con questi partiti, il PNL ha annunciato un preaccordo di coalizione parlamentare sotto una lista unica chiamata «Nuova Destra».

## Ideologia
Sebbene il partito stesso e Johannes Kaiser preferiscano definirsi come appartenenti alla destra, sono stati descritti come reazionari o anti-progressisti,
e vari media li hanno qualificati come un partito di estrema destra.
Dal punto di vista dottrinale, il partito si identifica con il minarchismo, il libertarismo cristiano, l’antiglobalismo di destra e l’opposizione all'immigrazione.

## Direzione
La direzione provvisoria del Partito Nazionale Libertario è composta da:
- Presidente: Johannes Kaiser.
- Vicepresidente: Hans Marowski.
- Segretario generale: Juan Antonio Urzúa Meneses.
- Vice segretaria: Karina Sapunar.

## Autorità

### Deputati
Il Partito Nazionale Libertario conta sei deputati per il periodo 2022-2026:
| Nome                                   | Regione       | Circoscrizione |
| -------------------------------------- | ------------- | -------------- |
| Cristián Labbé Martínez                | Metropolitana | 8              |
| Johannes Kaiser Barents-Von Hohenhagen | Metropolitana | 10             |
| Gonzalo de la Carrera Correa           | Metropolitana | 11             |
| Leonidas Romero Sáez                   | Biobío        | 20             |
| Cristóbal Urruticoechea Ríos           | Biobío        | 21             |
| Gloria Naveillán Arriagada             | Araucanía     | 22             |